# Tragedia del Circo Vostok
La Tragedia del Circo Vostok fue un suceso ocurrido el domingo 9 de abril de 2000 en el municipio brasileño de Jaboatão dos Guararapes, en la Grande Recife. El niño José Miguel dos Santos Fonseca Júnior, de apenas seis años, fue atacado y devorado por los leones del circo. Además de la muerte de Miguel, fallecieron 6 leones, 4 de ellos abatidos por la Policía Militar de Pernambuco. El León Survivor, un cachorro de siete meses, fue trasladado al Parque Dos Hermanos, donde falleció a causa de complicaciones por el cáncer. Leo, como fue apodado, vivía en un recinto de 2,5 mil m² en la zona de grandes felinos.

## Incidente
El circo estaba instalado en el estacionamiento del Centro Comercial Guararapes, un centro comercial ubicado en el barrio de Piedade.
El espectáculo del domingo, 9 de abril de 2000, comenzó con diez minutos de retraso. En cierto momento, después de algunas presentaciones circenses, se anunció un intervalo de veinte minutos. El locutor invitó a los niños a tomar fotos con los animales. José Miguel, su padre José Fonseca, y su hermana Mirella les gustó la idea. Este intervalo fue necesario para montar las jaulas en la pista. El siguiente acto sería el espectáculo con los leones. Después de las fotos, Juninho, como le llamaban, su padre y su hermana estaban regresando a sus lugares. De repente, el león Bongo, de 220 kilos, extendió su pata fuera de la jaula y arrastró al niño hacia el túnel que conecta las jaulas con la pista. El león llevó a José Miguel hasta la jaula donde permanecen los animales cuando no están siendo presentados. A las 21 horas, la Policía Militar de Pernambuco disparó y mató a tiros de revólver y fusil a dos leones. Una hora y diez minutos después, otros dos animales fueron abatidos. Solo sobrevivió un león. Los restos mortales del niño solo fueron retirados del refugio de los animales a las 23h45.
La madre, la enfermera María da Concepción Guerra, separada del padre del niño y ya en otra relación, estaba embarazada de ocho meses y se sintió mal al recibir la noticia de la muerte de su hijo, siendo hospitalizada. Los cuatro leones del circo Vostok que atacaron y mataron al niño fueron necropsiados en la Universidad Federal Rural de Pernambuco. Según el técnico de la universidad, no había nada en el estómago de los animales. Sin embargo, los expertos sostienen que la supuesta falta de alimentación no fue la causa del ataque, sino una reacción instintiva típica de los felinos.
El león superviviente, un cachorro de siete meses de edad, fue enviado al Parque Dos Hermanos, zoológico de Recife, donde permaneció hasta su muerte el 16 de enero de 2021. Según el equipo técnico, el animal fue víctima de complicaciones de un cáncer en la mandíbula, además de un compromiso de las funciones hepáticas. Leo, como fue apodado, vivió en un recinto de 2,5 mil m² en el área de los grandes felinos.
El túnel que conectaba el convoy donde estaban los animales tenía rejas, pero las rejas estaban unidas por cuerdas de nailon en lugar de cerrojos. Los leones que mataron al niño llevaban tres días sin comer. En el circo, el responsable de la alimentación de los felinos era el domador, quien también fue acusado.

## Condena y Consecuencias
El Tribunal de Justicia del Estado de Pernambuco dictaminó sobre el recurso del proceso civil contra la empresa circense acusada, condenándola al pago de un millón de reales en indemnización a José Miguel dos Santos Fonseca y Maria da Conceição Silva Guerra, padres del niño, además de indemnización por daños materiales, en forma de una pensión presumida hasta que la víctima cumpliera 65 años o hasta la muerte de los beneficiarios. La pensión se establecerá de la siguiente manera: dos tercios del salario mínimo hasta que el menor cumpla 25 años, momento en que presumiblemente podría formar una familia, y un tercio de ese valor hasta los 65 años o hasta, en su caso, la muerte de los beneficiarios.
Sin embargo, se presentó un Recurso Especial (REsp nº 1 100 571) ante el STJ, en el cual la indemnización de un millón fue reducida a R$ 275 mil por daños morales y materiales. El STJ también decidió que tanto la empresa responsable del evento, Sissi Espetáculos (Circo Vostok), como las responsables de la ubicación del circo, las empresas OMNI y Conpar Empreendimentos e Participações Societárias (propietarias del centro comercial). La reducción del valor a un millón se basó en el "principio de la razonabilidad y en los parámetros generalmente adoptados".
El proceso penal prescribió debido a que la familia Vostok se ausentó hacia los Estados Unidos poco después de los hechos.